# Сінне Ег
Сінне Ег (нар. 1 вересня 1977, Лемвіг, Данія) — данська співачка. Закінчила Академію музики (Есб'єрг) у 2003 році

## Дискографія
- Sinne Eeg (2003)
- Waiting For Dawn (2007)
- Kun En Drøm (2008)
- Don't Be So Blue (2010)
- The Beauty Of Sadness (2012)
- Face The Music (2014)